# Сцимнус краснопятнистый
Сцимнус краснопятнистый (лат. Scymnus rubromaculatus) — это вид божьих коровок из подсемейства Scymninae.

## Описание
Жук длиной 1,8—2 мм. Надкрылья чёрные, ноги рыжие, самки с жёлтой верхней губой. у самцов переднеспинка жёлтая с чёрным пятном.

## Экология
Встречается в садах, и живёт на лиственных деревьях.

## Галерея

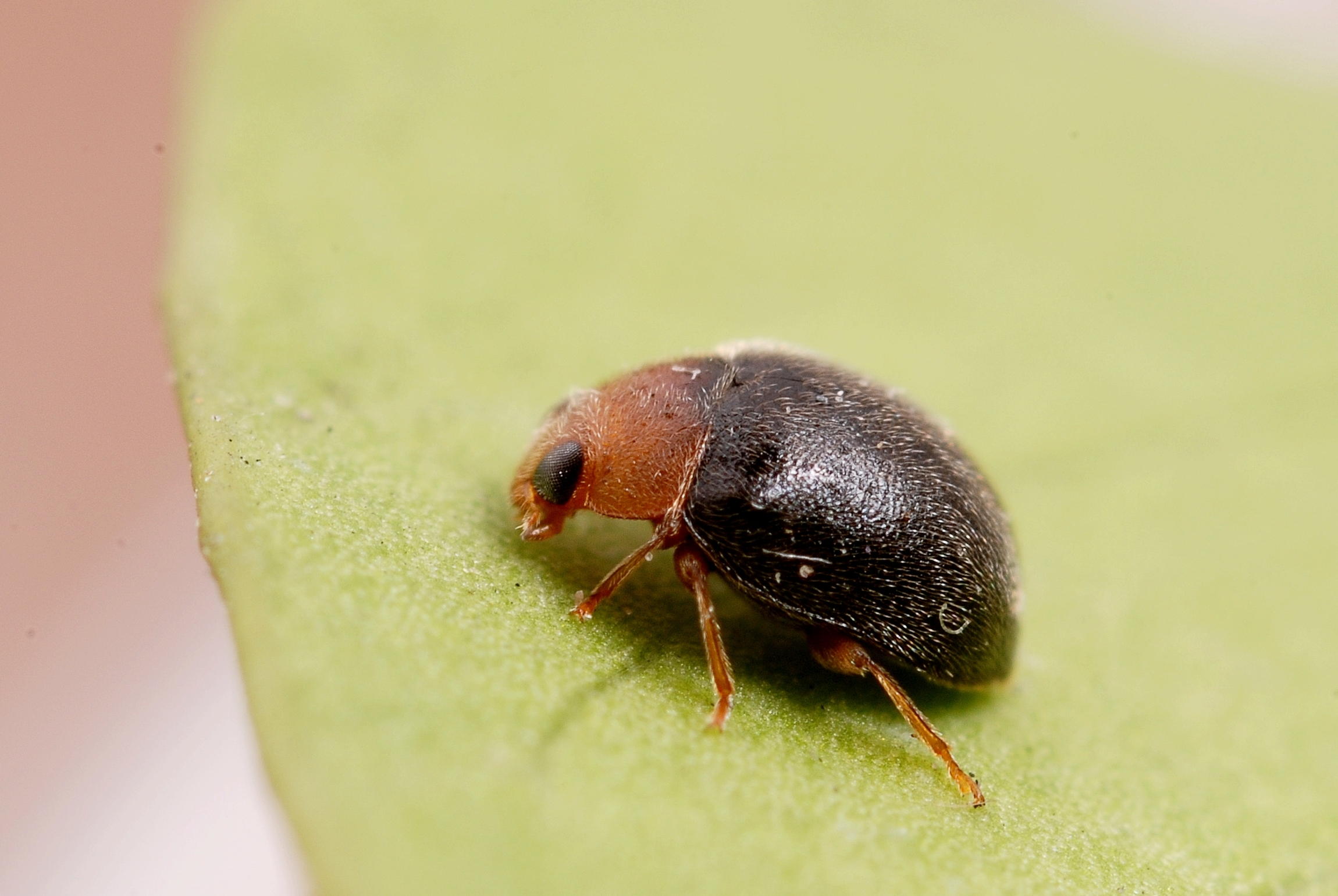
Самец
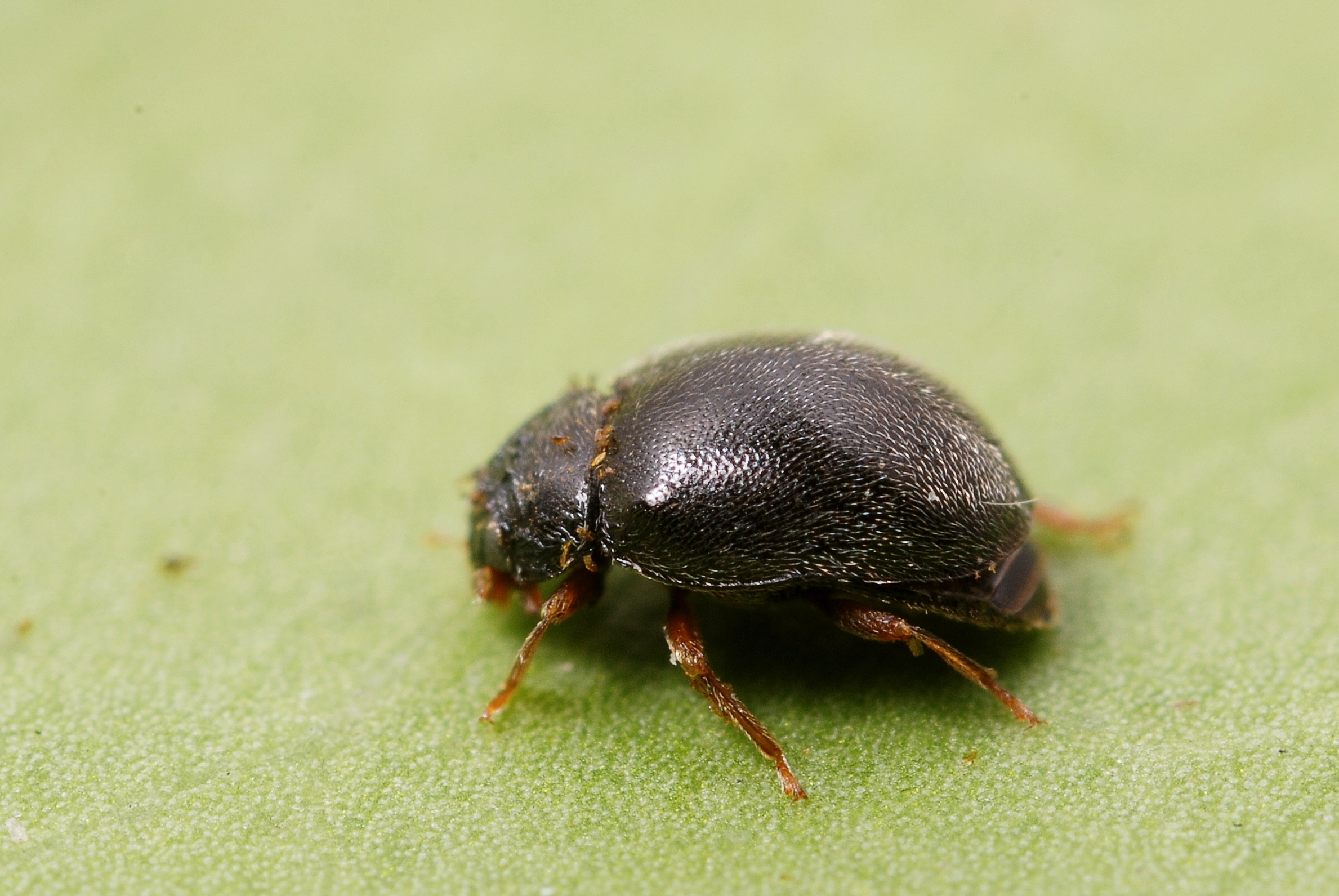
Самка